# Ridsport vid olympiska sommarspelen 1956

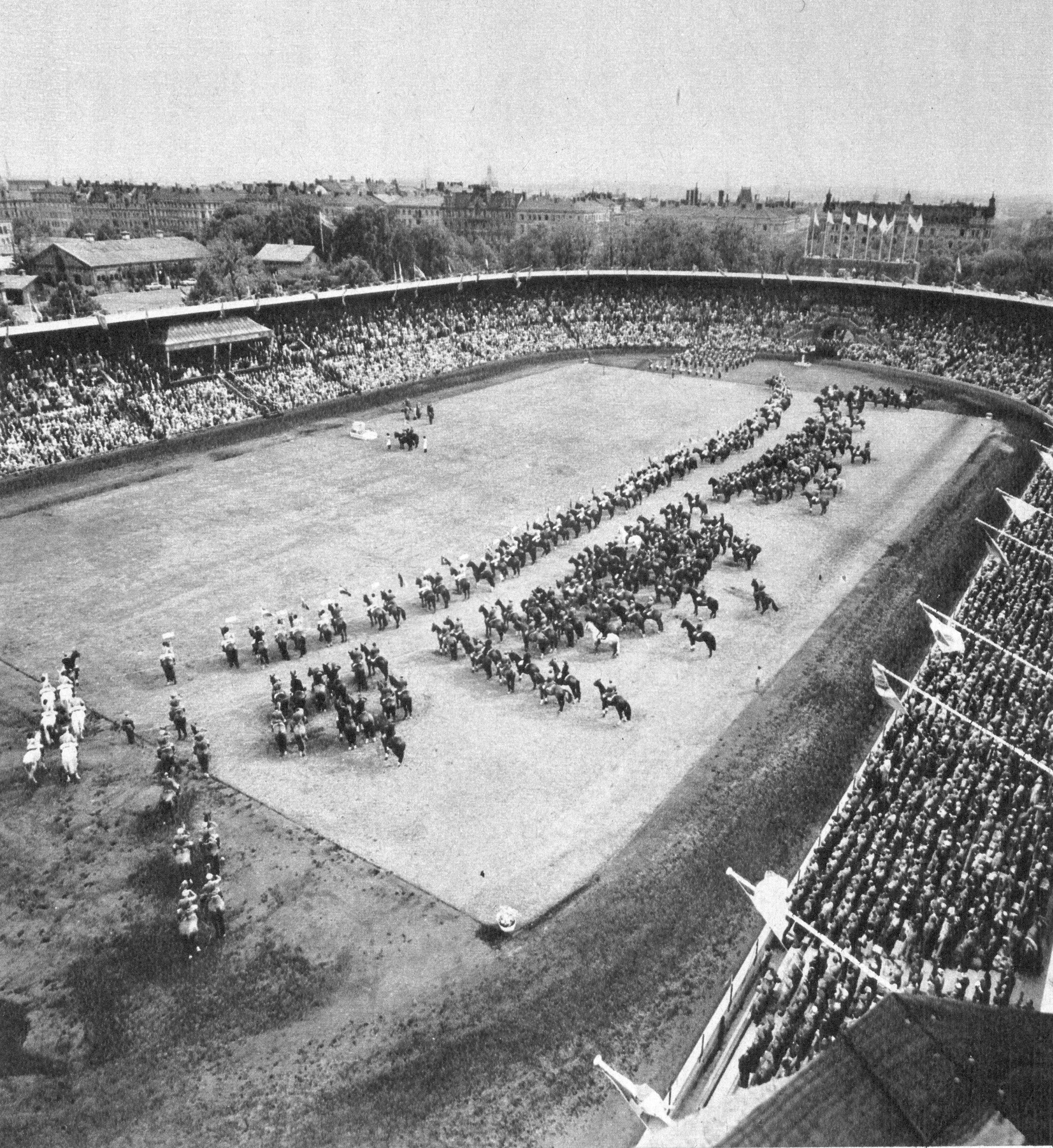
Öppningsceremonin

Ridsport vid olympiska sommarspelen 1956 avgjordes i Stockholm i Sverige. Detta var på grund av Australiens dåvarande karantänregler, och tävlingarna bestod av dressyr, fälttävlan och banhoppning. Alla inriktningar hade individuell tävlan och lagtävling. Tävlingarna avgjordes 11–17 juni 1956 på Stockholms stadion.

## Ansökningar
Redan 1949 beslutade Internationella olympiska kommittén (IOK) att förlägga OS 1956 till Melbourne i Australien och Sveriges Olympiska Kommitté (SOK) förstod i ett tidigt skede att Australien skulle få det svårt med ryttartävlingarna och därför beslöt man redan i november 1953 att söka ryttardelen av spelen.
När IOK 13 maj 1954 röstade om vilken stad som skulle få ta över Ryttarspelen från Melbourne så vann Stockholm stort. Stockholm fick 25 röster, Paris 10 och Rio de Janeiro 8. Även Västberlin, Los Angeles och Buenos Aires var kandidater.
I maj 1955 förklarade SOK för IOK att man också kunde tänka sig ta över den moderna femkampen, men det blev aldrig av eftersom det i den moderna femkampen rids på hästar från arrangörslandet.

## Utveckling och förberedelser

### Ekonomi
Vid ansökan 1953 kostnadsberäknade man arrangemanget till 690 000 kronor. Stockholm hade två år på sig att förbereda tävlingarna och detta utan direkt stöd från varken Stockholms stad eller från svenska staten. Ett garantibelopp, 200 000 kronor, ställde staten dock upp med om ett underskott skulle uppstå. Organisatoriskt, ekonomiskt och sportsligt blev spelen en succé.[källa behövs] Vinsten blev 300 000 kronor och spelen omsatte totalt nära 2,5 miljoner kronor.

## Invigningen
På invigningen red de 29 nationerna in på Stockholms stadion, som även fungerat som olympiastadion 44 år tidigare (1912). Spelens invigningstal hölls av Prins Bertil medan Gustaf VI Adolf förklarade spelen för invigda.
Musikkårerna ur Svea livgarde, Kungliga Upplands regemente och Södermanlands pansarregemente spelade under ledning av musikinspektör Ille Gustafsson.
Olympiska sångkören ur Stockholms sångarförbund sjöng under ledning av musikdirektör Hilding Asker och ackompanjerades av musikkårerna ur Västmanlands, Svea och Södermanlands Kungliga flygflottiljer under ledning av musikdirektör Bertil Wiklander.
Svenska Ungdomsringen för Bygdekultur framförde folkdanser; Slängpolska från Närke, Fyrmannadans, Väva vadmal och Västgötapolska.
Ungdomar på ponnyhästar från Swartlings ridskola (som låg på Valhallavägen i Stockholm) hade en uppvisning.
Den olympiska eden svors av Henri Saint Cyr, Hans Wikne tände den olympiska elden och Gustaf Adolf Boltenstern j:r var svensk fanbärare.

## Kvinnliga deltagare
För första gången i OS-historien deltog kvinnliga ryttare i banhoppningen. Patricia Smythe, Storbritannien, ingick i bronslaget och kom 10:a individuellt. Det förenade tyska silverlaget i dressyr bestod enbart av kvinnliga ryttare. Av de totalt 36 medaljerna (inklusive samtliga lagmedaljer) gick sex till kvinnliga ryttare. Sverige hade ingen kvinnlig deltagare.

## Publik
Ryttartävlingarna sågs av 144 236 personer, inklusive 40 000 under fälttävlans uthållighetsprov. 18 909 åskådare kom till avslutningsceremonin på Stockholms stadion.

## Medaljsummering
| Event                               | Guld | Silver | Brons                                                                                             |
| Individuell dressyr Detaljer...     | Henri Saint Cyr och Juli Sverige                                                                               | Lis Hartel och Jubilee Danmark                                                                                    | Liselott Linsenhoff och Adular Tysklands förenade lag                                             |
| Lag dressyr Detaljer...             | Sverige Henri Saint Cyr och Juli Gehnäll Persson och Knaust Gustaf Adolf Boltenstern j:r och Krest             | Tysklands förenade lag Liselott Linsenhoff och Adular Hannelore Weygand och Perkunos Anneliese Küppers och Afrika | Schweiz Gottfried Trachsel och Kursus Henri Chammartin och Wöhler Gustav Fischer och Vasello      |
| Individuell fälttävlan Detaljer...  | Petrus Kastenman och Iluster Sverige                                                                           | August Lütke-Westhues och Trux von Kamax Tysklands förenade lag                                                   | Francis Weldon och Kilbarry Storbritannien                                                        |
| Lag fälttävlan Detaljer...          | Storbritannien Francis Weldon och Kilbarry Arthur Rook och Wild Venture Bertie Hill och Countyman III          | Tysklands förenade lag August Lütke-Westhues och Trux von Kamax Otto Rothe och Sissi Klaus Wagner och Prinzeß     | Kanada John Rumble och Cilroy Jim Elder och Colleen Brian Herbinson och Tara                      |
| Individuell banhoppning Detaljer... | Hans Günter Winkler och Halla Tysklands förenade lag                                                           | Raimondo D'Inzeo och Merano Italien                                                                               | Piero D'Inzeo och Uruguay Italien                                                                 |
| Lag banhoppning Detaljer...         | Tysklands förenade lag Hans Günter Winkler och Halla Fritz Thiedemann och Meteor Alfons Lütke-Westhues och Ala | Italien Raimondo D'Inzeo och Merano Piero D'Inzeo och Uruguay Salvatore Oppes och Pagoro                          | Storbritannien Wilfred White och Nizefela Patricia Smythe och Flanagan Peter Robeson och Scorchin |

## Deltagande nationer
Totalt deltog 29 nationer i Stockholm. 
| - Argentina - Australien - Österrike - Belgien - Brasilien - Bulgarien - Kambodja - Kanada - Danmark - Egypten |  | - Finland - Frankrike - Storbritannien - Tyskland - Ungern - Irland - Italien - Japan - Nederländerna |  | - Norge - Portugal - Rumänien - Sovjetunionen - Spanien - Sverige - Schweiz - Turkiet - USA - Venezuela |

Fem nationer deltog vid ryttarspelen i Stockholm, men inte vid spelen i Melbourne.
- Kambodja
- Egypten
- Nederländerna
- Spanien
- Schweiz

Egypten deltog inte i Melbourne på grund av Suezkrisen, medan Nederländerna, Spanien och Schweiz alla bojkottade tävlingarna i Melbourne i protest mot Sovjetunionens attack mot Ungern.

## Medaljligan
| Pl. | Nation                 | Guld | Silver | Brons | Totalt |
| --- | ---------------------- | ---- | ------ | ----- | ------ |
| 1   | Sverige                | 3    | 0      | 0     | 3      |
| 2   | Tysklands förenade lag | 2    | 3      | 1     | 6      |
| 3   | Storbritannien         | 1    | 0      | 2     | 3      |
| 4   | Italien                | 0    | 2      | 1     | 3      |
| 5   | Danmark                | 0    | 1      | 0     | 1      |
| 6   | Schweiz                | 0    | 0      | 1     | 1      |
| 6   | Kanada                 | 0    | 0      | 1     | 1      |